# Allagoptera
Allagoptera é um género botânico pertencente à família Arecaceae. É conhecido popularmente como coquinho-da-praia, coquinho-guriri, palmeira-guriri ou apenas guriri. É muito abundante no extremo sul da Bahia e extremo norte do Espírito Santo, no Brasil, onde dá nome à praia de Guriri, no município de São Mateus.

## Etimologia
"Guriri" é um termo oriundo da língua geral meridional.

## Sinonímia
- Diplothemium Mart.

## Espécies
- Allagoptera anisitsii
- Allagoptera arenaria
- Allagoptera brevicalix
- Allagoptera campestris
- Allagoptera caudescens
- Allagoptera hassleriana
- Lista completa